# Schattwald
Schattwald è un comune austriaco di 425 abitanti nel distretto di Reutte, in Tirolo.